# Lossless Predictive Audio Compression
Lossless Predictive Audio Compression (LPAC; deutsch verlustfreie vorhersagende Audiodatenkompression) ist ein verlustfreies Verfahren zur Audiokompression. Verwendung findet es in einem verlustfreien Audioformat mit der Dateinamenserweiterung .pac. Entwickelt wurde es von Tilman Liebchen aus dem Fachgebiet Nachrichtenübertragung der Technischen Universität Berlin.
Mittlerweile handelt es sich um ein historisches Format, da es nicht mehr weiterentwickelt wird und in MPEG-4 Audio Lossless Coding seinen offiziellen Nachfolger hat.

## Vorhandene Merkmale
Das Verfahren liefert in Vergleichen mittelmäßige Packraten und dekodiert sehr schnell.
Unterstützt werden Mono- und Stereo-PCM-Daten mit in 8-, 12-, 16-, 20- und 24-Bit aufgelösten Abtastwerten.
Die Kompression unterscheidet zwischen sechs Kompressionsmodi, welche sich durch Kompressionsstärke und -geschwindigkeit unterscheiden. Des Weiteren wurde in LPAC eine Zyklische Redundanzprüfung (engl. cyclic redundancy check) implementiert.

### Fehlende Merkmale
Es fehlen einige zeitgemäße Merkmale:
- Tagging (Einbettung von Zusatzinformationen zu Titel, Autor o. ä.)
- Streaming
- Mehrkanal-Audio
- Replay-Gain-Standards
- Fehlerkorrekturmechanismen (CRC-Prüfsummen machen Defekte wenigstens erkennbar)

### Zusätzliche Merkmale
- Schnelles Anspringen beliebiger Positionen in einer Datei, welches jedoch erst durch eine Zusatzoption aktiviert werden muss, was dann allerdings zu größeren Dateien führt
- Proprietäres Format

Praktische Zusatzoptionen wie optionales getrenntes Speichern von Vorhersage-Signal und einer Fehlerkorrekturdatei oder selbstentpackende Dateien (siehe WavPack) sind ebenfalls nicht vorhanden.

### Lizenz, Quelltext
Grafisch bedienbare wie auch Kommandozeilen-Programme für Windows, Linux und Solaris sowie eine Programmbibliothek (DLL) sind kostenlos erhältlich.
Der Quelltext ist jedoch nicht frei verfügbar. Das aus LPAC hervorgegangene MPEG-4 Audio Lossless Coding ist – als offener Standard – offengelegt und beschrieben.

## Geschichte
LPAC ist der Nachfolger von Lossless Transform Audio Compression (LTAC). Ende 2004/Anfang 2005 wurde die Entwicklung an LPAC eingestellt, da es in einer überarbeiteten Version im Dezember 2005 zum MPEG-4 Audio Lossless Coding (ALS)-Standard wurde. Dabei kamen auch wichtige bislang fehlende Merkmale hinzu und das Format wurde offengelegt.

## Technik
Mit anpassungsfähiger linearer Prädiktion wird das Audiosignal vorhergesagt. Das Restsignal, das die Abweichungen von der Vorhersage beinhaltet, durchläuft dann eine Rice-Entropiekodierung, die die unterschiedlichen Auftretenswahrscheinlichkeiten der Abtastwerte des Restsignales ausnutzt.